# Phalonidia unguifera
Phalonidia unguifera es una especie de polilla del género Phalonidia, categorizada en la tribu Cochylini, de la subfamilia Tortricinae.

## Distribución
Se distribuye por América del Sur: Brasil, en el estado de Paraná.

## Taxonomía
Fue descrita por Razowski en 1976.
Tratamiento taxonómico
La especie aparece registrada y publicada en Acta Zoologica Cracoviensia .